# Ferry Center
 Ferry Center är ett företag i Sverige med verksamhet inom området färjetransporter för fordon och passagerare (alltså inte fraktgods).
Ferry Center, (FC Ferry Center Försäljnings AB), grundades i Malmö 1986 och representerar framför allt utomskandinaviska färjerederier på den skandinaviska marknaden. Företaget kunder är främst resebyråer och researrangörer men under senare år har direktförsäljningen till konsument ökat markant och idag bokas företagets produkter i huvudsak via Internet.
Ferry Centers verksamhet är uppdelat på två grenar. Å ena sidan servar man kunder på den nordiska marknaden (i huvudsak Sverige, Danmark och Norge) med bokningsservice, information och biljettförsäljning. Å andra sidan agerar man som rederiets förlängda arm och handhar rederiets annonsering, presskontakter och produktion av lokala broschyrer, internetsidor etc. och marknadsför rederiets tjänster inom sitt marknadsområde.
Det första rederi som företaget representerade i Sverige var brittiska färjerederiet Townsend Thoresen (numera P&O Ferries), med trafik på flera rutter över Engelska Kanalen. Eftersom Ferry Center var helt privatägt och redan från början stod fritt från alla ägarintressen från rederikretsar, kunde man utvecklas helt i enlighet med vad kunder och resebyråer efterfrågade. Detta ledde snabbt till nya rederirepresentationer, där Medelhavsrederier snabbt blev en av Ferry Centers viktigaste nya samarbetspartners.
På samma sätt förhåller det sig med trafiken till Island och Färöarna där trafiken ökat mycket för färjeresor som den mellan Danmark-Färöarna och Island (Smyril Line)
Ferry Center är ett helägt dotterbolag till Leif Malmquist & Partner AB och finns sedan 2001 i egen fastighet i centrala Ystad.